# Château de Yoshida-Kōriyama
Le château de Yoshida-Kōriyama (吉田郡山城, Yoshida-Kōriyama-jō) était un château japonais situé sur une colline à Akitakata, dans la préfecture de Hiroshima. Il est aussi appelé château d'Aki-Kōriyama (安芸郡山城, Aki-Kōriyama-jō). Il n'en reste à présent que quelques vestiges.

## Histoire
La date de construction du château est inconnue, mais il existe depuis au moins le XIVe siècle et il appartenait au clan Mōri. Il est considérablement agrandi au XVIe siècle sous l'impulsion de Mōri Motonari. En 1540, le clan Amago commandé par Amago Haruhisa assiège le château avec plus de 30 000 soldats lors du siège de Kōriyama. Les défenseurs tiennent bon pendant quatre mois, jusqu'à ce qu'une force de soutien du clan Ōuchi arrive avec 10 000 soldats, forçant le clan Amago à lever le siège. En 1589, Mōri Terumoto lance la construction du château de Hiroshima et le clan Mōri s'y installe en 1591. Le château de Yoshida-Kōriyama est alors abandonné.
Aujourd'hui le site du château est devenu un parc. Il ne reste que quelques vestiges des fossés et des murs. Le musée d'histoire de la ville d'Akitakata, situé au pied du site du château, expose des objets issus des fouilles.

## Galerie

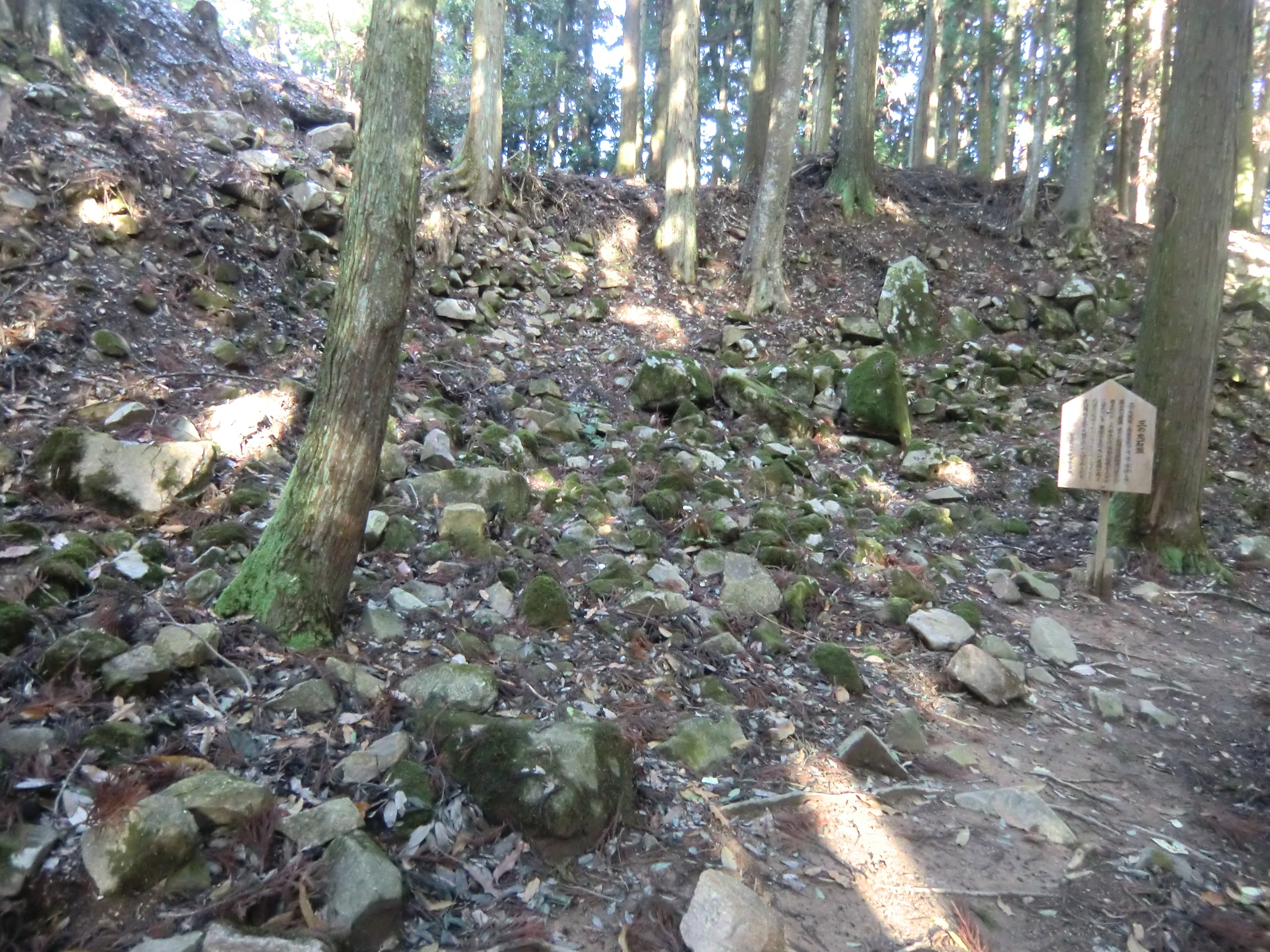
Ancien mur du château.
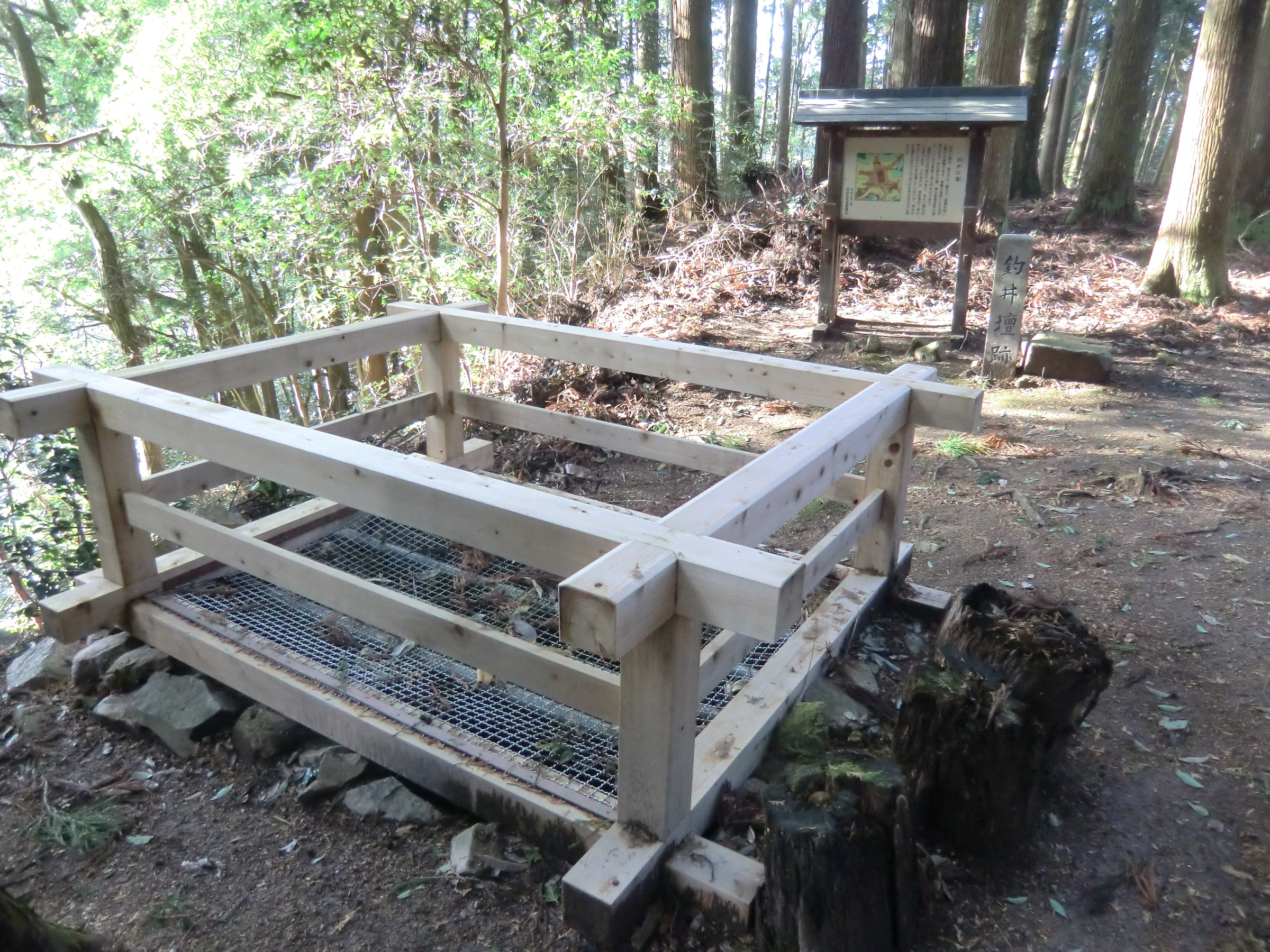
Ancien puits du château.
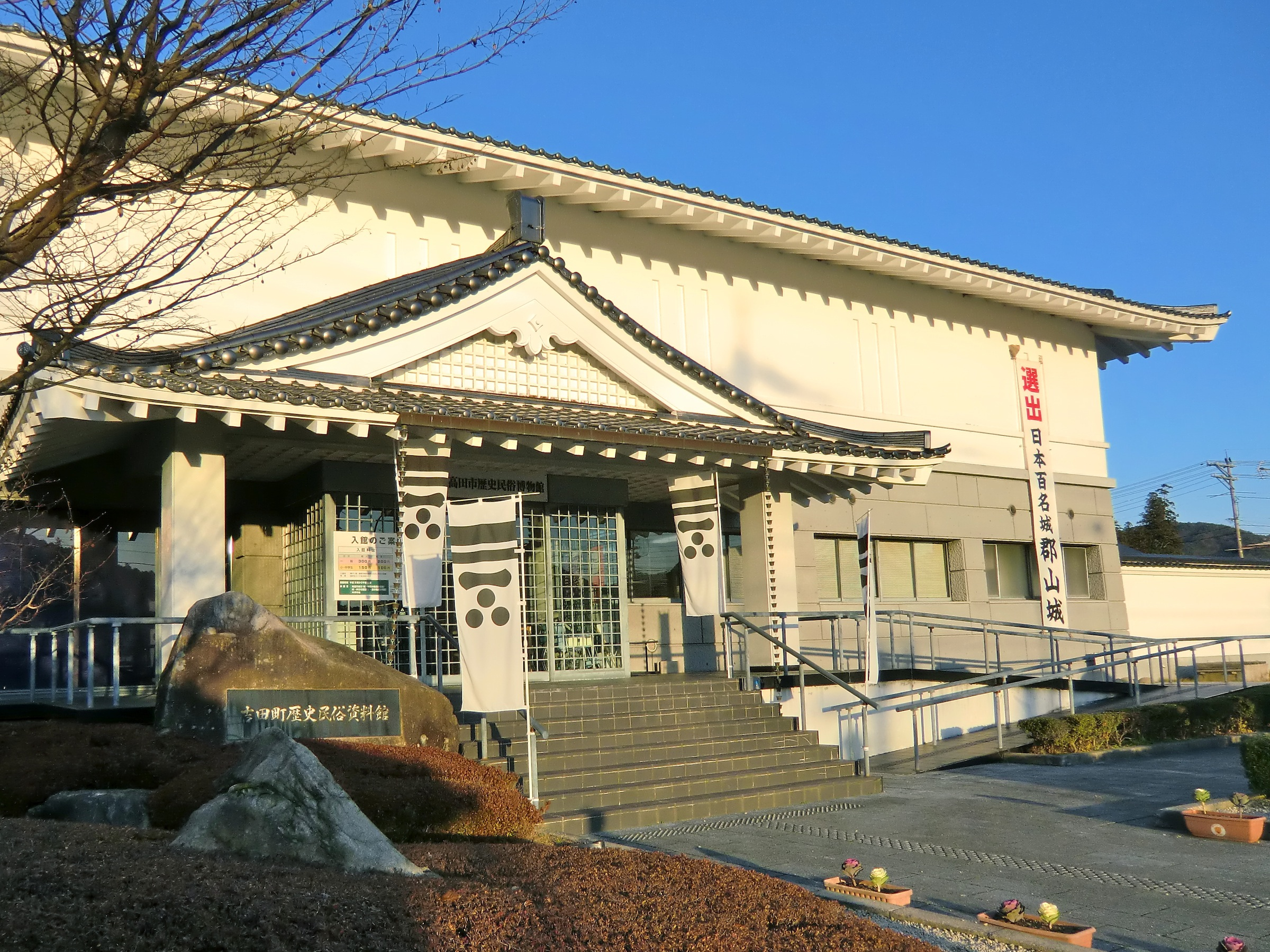
Musée d'histoire de la ville d'Akitakata.